# Disciphania dioscoreoides
Disciphania dioscoreoides är en tvåhjärtbladig växtart som beskrevs av R.C. Barneby. Disciphania dioscoreoides ingår i släktet Disciphania och familjen Menispermaceae. Inga underarter finns listade i Catalogue of Life.